# Timothy Williams
Timothy Williams (Walthamstow, 1946) è uno scrittore britannico.

## Biografia
Ha frequentato il liceo a Chigwell e in seguito si è laureato presso l'Università di St Andrews in Scozia. Ha insegnato in Francia e in Romania, come dipendente del British Council. In Italia è stato docente universitario a Bari e a Pavia, ospite della Sezione Laureati dell'Almo Collegio Borromeo (1976-77). Williams, che ha passaporto sia francese sia inglese, vive attualmente nell'isola di Guadalupa e insegna nel liceo classico di Pointe-à-Pitre.

## Romanzi
Williams è un autore britannico bilingue che ha scritto in lingua inglese sei romanzi gialli con il Commissario Piero Trotti come personaggio principale, un poliziotto che certi critici hanno definito come la personificazione dell'Italia contemporanea. Fra i romanzi di Williams, Black August, ha vinto un premio della britannica Crime Writers' Association. I suoi romanzi sono stati tradotti in francese, italiano, danese, russo, bulgaro, polacco e giapponese.
Il primo libro in francese, Un autre soleil, ambientato nelle Antille francesi, è stato pubblicato dalla casa editrice parigina Payot/Rivages in aprile 2011. Lo stesso libro, in versione inglese, Another Sun,  è stato pubblicato da Soho, in aprile 2013. Il secondo libro in questa serie caraibica, The Honest Folk of Guadeloupe, è pubblicato dallo stesso editore nel 2015. 
Converging Parallels, il primo romanzo del ciclo trottiano, racconta la storia della piccola Anna, figlioccia di Piero Trotti, misteriosamente scomparsa  proprio mentre in tutta Italia si cerca l'onorevole Aldo Moro, rapito dalle Brigate Rosse nel marzo del 1978. Malgrado un titolo in chiara chiave dorotea, il romanzo è stato tradotto dalla Arnoldo Mondadori Editore in italiano come Il poliziotto è solo, e tutti i riferimenti al Caso Moro e alla politica nazionale di quei giorni tesi sono assenti nella versione italiana. 
La Mondadori annuncia sulla copertina: Un Giallo del Mese splendido, scritto da un autore anglosassone, ma 'italianissimo'. La cittadina in cui si svolge la vicenda è lombarda, e i personaggi sembrano quelli che incontriamo ogni giorno sulle scale.
Williams fa parte del piccolo numero di romanzieri di lingua inglese che scrivono gialli ambientati in Italia come i britannici Magdalen Nabb e Michael Dibdin, coetanei di Williams, e l'americana Donna Leon. Il libro della Nabb Morte di un inglese è stato pubblicato nel 1981 e Converging Parallels nel 1982.
Williams è anche autore di una serie di gialli, di prossima pubblicazione, ambientati nelle Antille francesi con Anne Marie Lavaud, giudice istruttore, come protagonista.
Sulle pagine del Corriere della Sera, Ranieri Polese ha scritto: Williams e Tobias Jones propongono anche un'immagine dell'Italia abbastanza libera da cliché e pregiudizi, realistica e informata. 
Secondo il prestigioso giornale londinese the Observer Timothy Williams va considerato come uno dei dieci migliori giallisti europei.

### Il commissario Trotti
Il commissario Trotti lavora in una piccola città padana senza nome durante gli anni della Prima Repubblica. Trotti spesso si  trova davanti ai problemi della società italiana: gli anni di piombo,  il terrorismo, l'instabilità politica, la corruzione, la cleptocrazia craxiana, Mani pulite e, soprattutto, la lenta sparizione di una  società civile.
Scrivendo in uno stile minimalista, utilizzando il dialogo per far  progredire la trama, Williams a volte è considerato un autore  esigente. Certi critici valutano che i libri in inglese si leggano  come traduzione dall'italiano. 

## Opere

### In inglese
- Converging Parallels (London: Gollancz, 1982; ISBN 978-0-575-03125-8)
- The Puppeteer (London: Gollancz, 1985; ISBN 978-0-575-04753-2)
- Persona Non Grata (London: Gollancz, 1987; ISBN 978-0-575-04082-3)
- Black August (London: Orion, 1992; ISBN 978-0-575-05307-6)
- Big Italy (London: Orion, 1996; ISBN 978-0-575-05929-0)
- The Second Day of the Renaissance (New York: Soho, 2017; ISBN 978-1-61695-720-9)
- Another Sun (New York: Soho, 2013; ISBN 978-1616951566)
- The Honest Folk of Guadeloupe (New York: Soho, 2014; ISBN 1616953853)

### Titoli negli Stati Uniti
- The Red Citroën (New York: St Martins Press)
- The Metal Green Mercedes (New York: St Martins Press)
- The White Audi (New York: St Martins Press)

### In francese
- Un autre soleil (Parigi: Payot Rivages, 2011; ISBN 978-2-7436-2216-9)

### In traduzione francese
- Persona non grata (Parigi: Payot-Rivages)
- Montreur d'ombres (Parigi: Payot-Rivages)

### In traduzione italiana
- Il poliziotto è solo (Milano: Mondadori, 4 marzo 1984)